# Ertzaintza
Ertzaintza is een Baskische politiemacht.
Het is een autonoom politiekorps in Baskenland, net als Mossos d'Esquadra dat is in Catalonië. Hoewel het korps een lange geschiedenis heeft, werd deze politiemacht, bestaande uit Baskische burgers, officieel in 1982 opgericht. Een politieagent van dit korps wordt een ertzaina (Baskisch: erts̻aɲa) genoemd.
De Ertzaintza is tegen de terreur van de ETA en wordt daarom niet erkend door de Baskische linkse nationalisten.

## Externe link

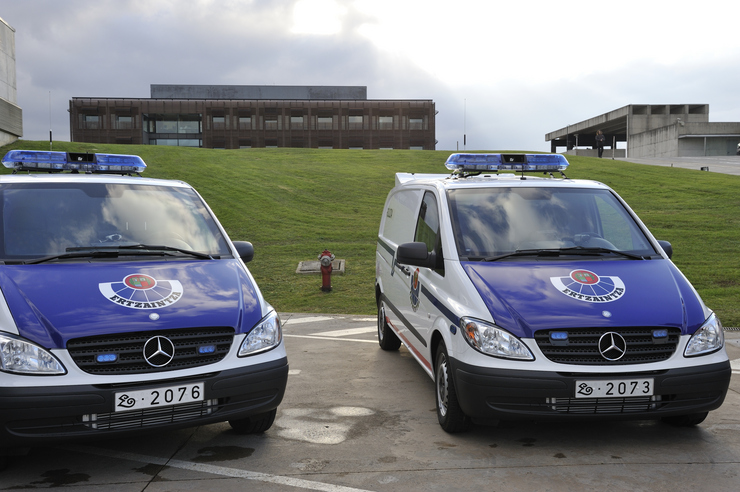
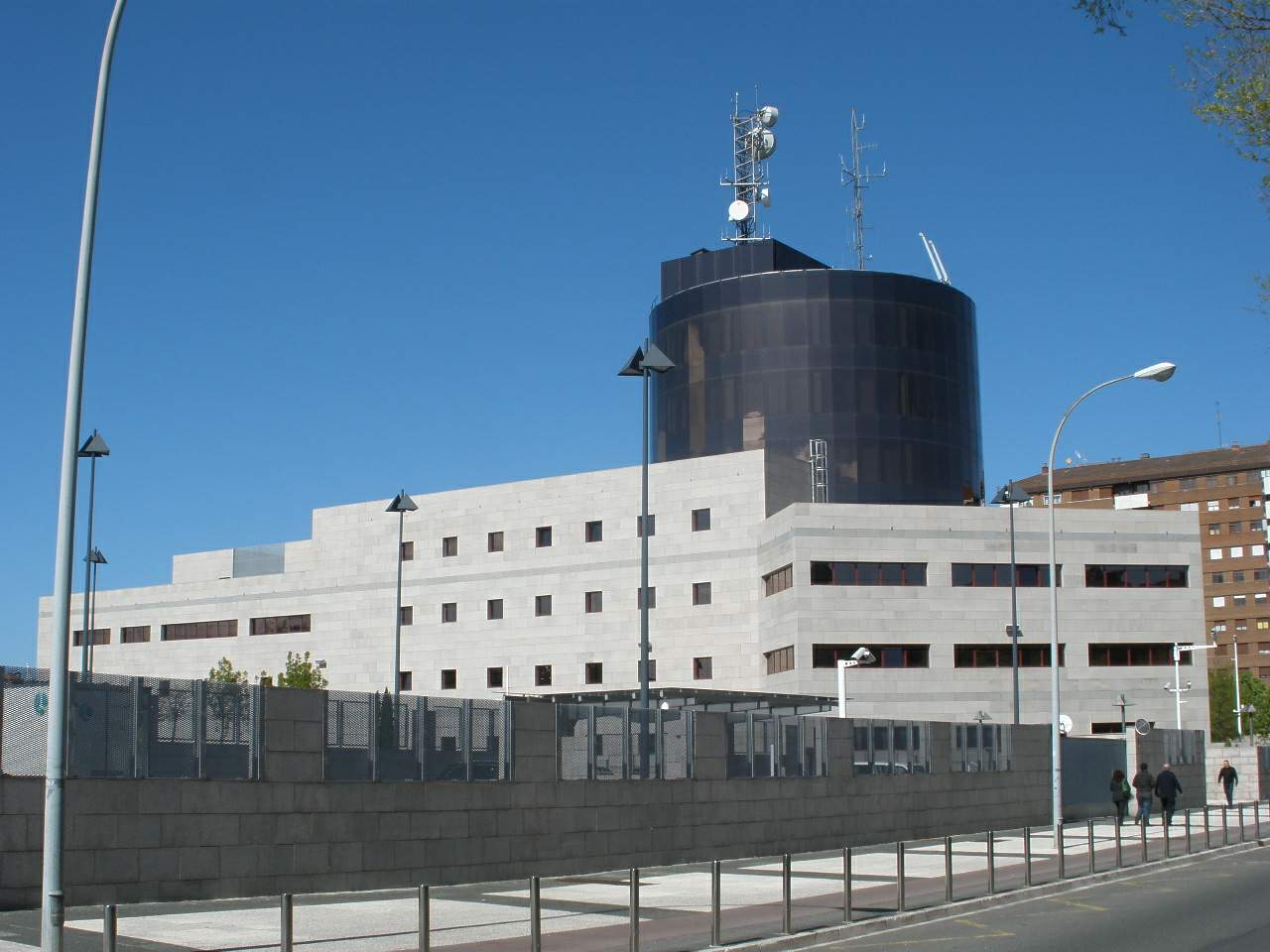
hoofdkantoor in Vitoria-Gasteiz

## Organisatie
Politiepersoneel:
|               | commissaris                       | commissaris              | commandant                            | commandant                            | inspecteur                            | inspecteur                            | agent                                 | agent                                 |
| ------------- | --------------------------------- | ------------------------ | ------------------------------------- | ------------------------------------- | ------------------------------------- | ------------------------------------- | ------------------------------------- | ------------------------------------- |
| Embleem       | Escala Superior                   | Escala Superior          | Escala Básica, Inspección y Ejecutiva | Escala Básica, Inspección y Ejecutiva | Escala Básica, Inspección y Ejecutiva | Escala Básica, Inspección y Ejecutiva | Escala Básica, Inspección y Ejecutiva | Escala Básica, Inspección y Ejecutiva |
| Epaulet       | Intendenteburua / Superintendente | Intendentea / Intendente | Komisarioa / Comisario                | Komisariondokoa / Subcomisario        | Ofiziala / Oficial                    | Ofizialaondokoa / Suboficial          | Lehenengoa agentea / Agente 1º        | Agentea / Agente                      |
| Schuifpassant | Intendenteburua / Superintendente | Intendentea / Intendente | Komisarioa / Comisario                | Komisariondokoa / Subcomisario        | Ofiziala / Oficial                    | Ofizialaondokoa / Suboficial          | Lehenengoa agentea / Agente 1º        | Agentea / Agente                      |
| Rang          | Intendenteburua / Superintendente | Intendentea / Intendente | Komisarioa / Comisario                | Komisariondokoa / Subcomisario        | Ofiziala / Oficial                    | Ofizialaondokoa / Suboficial          | Lehenengoa agentea / Agente 1º        | Agentea / Agente                      |
| Niveau        | Superintendente hoofdcommissaris  | Intendente commissaris   | Comisario districtscommandant         | Subcomisario commandant               | Oficial groepschef                    | Suboficial inspecteur                 | Agente Primero hoofdagent             | Agent agent                           |

Technisch personeel:
|               | Technisch personeel | Technisch personeel | Technisch personeel | Technisch personeel |
| ------------- | ------------------- | ------------------- | ------------------- | ------------------- |
| Embleem       | Escala Superior     | Escala Superior     | Escala Superior     | Escala Superior     |
| Epaulet       | Grupo A1            | Grupo A2            | Grupo C1            | Grupo C2            |
| Schuifpassant | Grupo A1            | Grupo A2            | Grupo C1            | Grupo C2            |
| Rang          | Grupo A1            | Grupo A2            | Grupo C1            | Grupo C2            |
| Niveau        | groep A1            | groep A2            | groep C1            | groep C2            |